# Saint Christopher-Nevis-Anguilla
Saint Christopher-Nevis-Anguilla è stata una colonia della corona britannica istituita nel 1962 dopo lo scioglimento della Federazione delle Indie Occidentali.
Nel 1981 il Paese si è suddiviso in due distinte entità: da un lato Saint Kitts e Nevis (o Saint Christopher e Nevis), che è divenuto un reame del Commonwealth; dall'altro Anguilla, che, dopo l'esperienza della Repubblica di Anguilla, si è trasformata in un Territorio Dipendente Britannico, dal 2002 Territorio Britannico d'Oltremare.